# Saute ma ville
Saute ma ville is de eerste korte film van de Belgische cineaste Chantal Akerman uit 1968. De zwart-witfilm duurt 12 minuten en 30 seconden en werd volledig gedraaid in haar moeders keuken te Brussel.
In 1968 toonde Akerman, op aansturen van André Delvaux, haar eerste film aan filmmaker, filmwetenschapper en schrijver Eric de Kuyper. Hij zond deze uit in zijn programma De andere film op de toenmalige BRT. Met het geld dat ze daarmee verdiende - de BRT betaalde toen 1000 Belgische frank per minuut - kon ze naar New York trekken.
In 1971 ging Saute ma ville in première op het International Short Film Festival Oberhausen.

## Synopsis
Een jonge vrouw - gespeeld door de 18-jarige Akerman zelf - komt thuis, sluit zichzelf op in de keuken en begint, zo lijkt het, schoon te maken. Wat begon als een routinematige avond thuis glijdt af in razernij. De waanzinnige en parodiërende handelingen van de jonge vrouw monden uiteindelijk uit in een reeks off-screen explosies die de titel van de film (het Franse "sauter" betekent opblazen) lijken te verklaren.

## Soundtrack
De experimentele soundtrack van asynchroon geluid, meestal bestaand uit een raar zanglied, zijn typerend voor korte avant-gardistische films uit die periode.

## Betekenis
De alledaagse taken die op een bizarre en verwarde manier worden uitgevoerd verbeelden een adolescente in crisis. Ook zitten er referenties die zinspelen op het thema van ontmaagding in.
Ondanks de formele gelijkenis met haar beroemde werk, Jeanne Dielman, 23, quai du Commerce, 1080 Bruxelles (1975) - dat ook het huiselijk leven van een vrouw ontrafelt - omschreef Akerman haar eersteling als "het spiegelbeeld van Jeanne Dielman". Beide films spelen zich af in een gelijkaardige keuken, het leefmilieu van de huisvrouw, en in beide films moet een avondmaal bereid worden. Waar het personage van Dielman echter nood heeft aan rituelen om haar leven vorm te geven, worden deze voor de jonge vrouw in Saute ma ville snel te veel: ze blaast haar leven letterlijk op. Beide hoofdpersonages doen aan zelfvernietiging; de ene door zich te conformeren aan de regels en de andere door zich er gewelddadig aan te onttrekken.
Akerman heeft zich van jongs af onttrokken aan een burgerlijke levensstijl, maar behoudt haar leven lang een fascinatie voor het leven van de huisvrouw, en zo haar eigen moeder.